# Олесь Таболич
Олександр Григорович Таболич (біл. Алякса́ндр Рыго́равіч Табо́ліч, нар. 16 червня 1979, Житковичі, Гомельська область ) - білоруський музикант, лідер гурту Znich, дизайнер, художник, майстер татуювань та перманентного макіяжу. 

## Біографія
Народився в родині художників Григорія та Марії Таболичів. Жив у Рогачеві, Могильові. У десятирічному віці переїхав до Мінська, навчався в школі-інтернаті музики та образотворчого мистецтва імені І. Й. Ахремчика. Пізніше закінчив факультет дизайну Білоруської державної академії мистецтв. На становлення Олеся як особистості вплинули часи білоруського Відродження 1990-х та виховання в мистецькому середовищі. 
 На мене також вплинула моя родина. Мене виховували в творчому середовищі. Мої батьки - художники, і я багато чого отримав від них: розуміння культури, розуміння білоруськості у власній уяві. На мою думку, перш за все вам потрібно бути серцем білорусом. Білоруси мають одну рідну мову - білоруську. Це дух нації. І ставлення до нього має бути відповідним. На мою думку, без мови не може бути держави. Ставлення до мови та культури потрібно виховувати насамперед, щоб зберегти для наших нащадків  . 
 У 1996 році він заснував гурт Znich. Для його музики характерне поєднання білоруської народної традиції з важкою музикою. 
У 1998 році брав участь у створенні громадської організації «Студентське етнографічне товариство». Організатор багатьох концертів та щорічного фестивалю "Купальське коло". 
Засновник білоруської орнаментальної татуювання. Працює в тату-салоні «У лисиці». Вважає, що татуювання - це мистецтво.  Має дружину Олесю. 
20 травня 2020 року Центрвиборчком Білорусі зареєстрував ініціативну групу з висунення Таболича Олександра Григоровича на виборах Президента Білорусі 2020 року. Не зібрав необхідних 100 тисяч підписів для реєстрації і знявся з виборчих перегонів 19 червня.